# لیگ برتر فوتبال استونی ۲۰۰۲
لیگ برتر فوتبال استونی ۲۰۰۲ (انگلیسی: 2002 Meistriliiga) دوازدهمین فصل لیگ برتر فوتبال استونی است که با قهرمانی باشگاه فوتبال فلورا تالین به پایان رسیده‌است.

## جدول لیگ
| رتبه | تیم                           | بازی | برد | مساوی | باخت | گل زده | گل خورده | گل تفاضل | امتیاز | صعود یا سقوط                                 |
| ---- | ----------------------------- | ---- | --- | ----- | ---- | ------ | -------- | -------- | ------ | -------------------------------------------- |
| ۱    | باشگاه فوتبال فلورا تالین (C) | ۲۸   | ۲۰  | ۴     | ۴    | ۷۹     | ۲۵       | ۵۴+      | ۶۴     | صعود به مرحله اول انتخابی لیگ قهرمانان اروپا |
| ۲    | باشگاه فوتبال لوادیا تالین    | ۲۸   | ۱۸  | ۸     | ۲    | ۷۰     | ۲۵       | ۴۵+      | ۶۲     | صعود به مرحله انتخابی جام یوفا               |
| ۳    | باشگاه فوتبال تی‌وی‌ام‌کی        | ۲۸   | ۱۶  | ۵     | ۷    | ۹۰     | ۳۵       | ۵۵+      | ۵۳     | صعود به مرحله انتخابی جام یوفا               |
| ۴    | باشگاه فوتبال ناروا ترانس     | ۲۸   | ۱۴  | ۵     | ۹    | ۵۴     | ۴۹       | ۵+       | ۴۷     | صعود به جام اینترتوتو ۲۰۰۳                   |
| ۵    | باشگاه فوتبال ویلیاندی تولویک | ۲۸   | ۱۰  | ۶     | ۱۲   | ۵۱     | ۵۲       | ۱−       | ۳۶     |                                              |
| ۶    | Tallinna Levadia              | ۲۸   | ۶   | ۵     | ۱۷   | ۳۲     | ۷۰       | ۳۸−      | ۲۳     |                                              |
| ۷    | Lootus (R)                    | ۲۸   | ۵   | ۶     | ۱۷   | ۲۴     | ۶۷       | ۴۳−      | ۲۱     | پلی‌آف سقوط                                   |
| ۸    | Levadia Pärnu (R)             | ۲۸   | ۱   | ۵     | ۲۲   | ۱۹     | ۹۶       | ۷۷−      | ۸      | سقوط به لیگ دسته اول فوتبال استونی           |

1. ↑  Club changed their name to Levadia Tallinn in 2004
2. ↑  TVMK Qualified As Estonian Cup winners
3. ↑  Club changed their name to Levadia II Tallinn in 2004

## پلی‌آف سقوط
| باشگاه فوتبال کورساره | ۱ – ۱ | Lootus    |
| --------------------- | ----- | --------- |
| A. Dubõkin ۲'         |       | Popov ۴۱' |

| Lootus | ۰ – ۱ | باشگاه فوتبال کورساره |
| ------ | ----- | --------------------- |
|        |       | Õun ۸۵'               |

تیم کورساره با برتری دو بر یک در دو دیدار به لیگ برتر فوتبال استونی ۲۰۰۳ صعود کرد.